# Anders Norudde
Anders Gunnar Norudde, tidigare Stake, född 13 juni 1960 i Degerfors församling, Örebro län, är en svensk folkmusiker och instrumentmakare som slog igenom under 1980-talet. Han kommer inte från en traditionell spelmansmiljö eller -släkt men fascinerades av folkmusiken och framför allt de ålderdomliga instrumenten såsom svensk säckpipa och moraharpa. 1987 bildade han gruppen Hedningarna tillsammans med Hållbus Totte Mattson och Björn Tollin. Tillsammans skrev och framförde de en stor del av musiken till teaterprojektet Den stora vreden i Gävle som första gången framfördes 1988.

## Grupper
- Blå Bergens Borduner
- Hedningarna

## Diskografi
- Hedningarna, (1989)
- Kaksi (med Hedningarna), (1991)
- Blå Bergens Borduner, (1993)
- Trä (med Hedningarna), (1994)
- Kruspolska: SASHA mixes,(1994)
- Hippjokk (med Hedningarna), (1997)
- Karelia Visa (med Hedningarna), (1999)
- Kan Själv (soloskiva), (2000), (Drone, DROCD20)
- 1989-2003 (med Hedningarna), (2003)
- Med hull och hår (med Leo Svensson och Göran "Freddy" Fredriksson, (2003), (Giga, GCD-65)
- Böndernas underverk (med Lennart Gybrant), (2005), (Giga, GCD71)